# Nergal-apil-kumua
Nergal-apil-kumua (akad. Nergal-ãpil-kūmūa, tłum. „Nergal jest tym, który mi odpowiada”) – wysoki dostojnik pełniący za rządów asyryjskiego króla Aszurnasirpala II (883-859 p.n.e.) urząd gubernatora Kalhu; z asyryjskich list i kronik eponimów wiadomo, iż w 873 r. p.n.e. sprawował on również urząd eponima (limmu). Znany jest też dekret królewski, w którym Aszurnasirpal II ustanawia go zarządcą pałacu królewskiego.